# Apolloteatret
Apolloteatret var et teater i København (til venstre for Tivolis hovedindgang mod Vesterbrogade). Det lå i Richard Bergmann og Emil Blichfeldts bygningskompleks fra 1890. Det blev sprængt i luften under besættelsen ved tysk schalburgtage i 1945. Tyskerne kaldte dette for kontrasabotage. Det blev nødtørftigt genopført ved Ernst Kühn, men nedrevet endeligt i 1959.
| Kunst og kultur | Spire Denne artikel om scenekunst og teater er en spire som bør udbygges. Du er velkommen til at hjælpe Wikipedia ved at udvide den. |

55°40′30″N 12°33′59″Ø / 55.67500°N 12.56639°Ø